# Alcinha

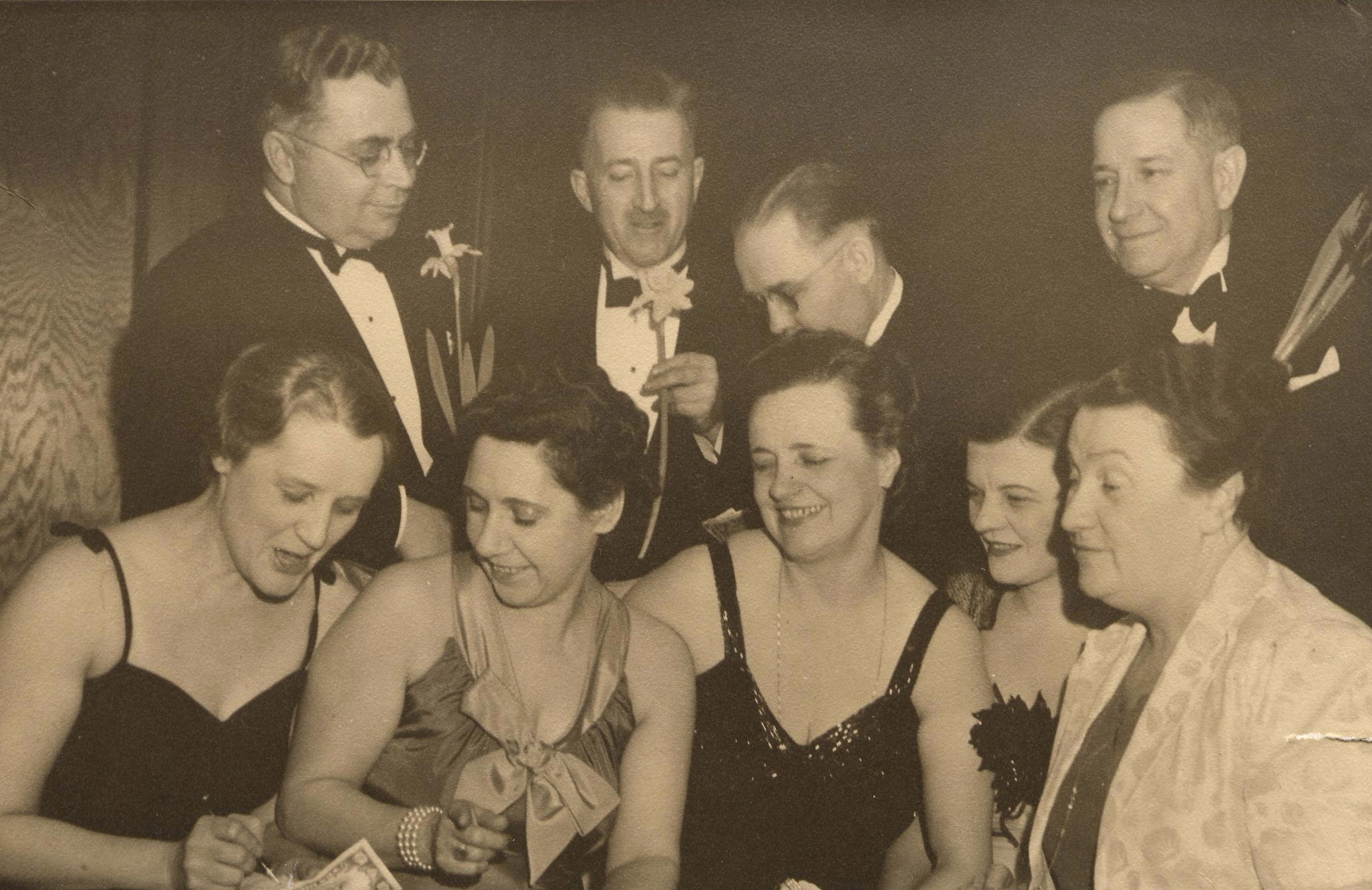
Vestidos de noite exibindo alcinhas (Estados Unidos, 1939).

Uma alcinha é uma alça fina usada em vestuário feminino, tal como camisolas, cocktail dresses e vestidos de noite.
Algumas instituições proíbem alcinhas e outros vestidos que exibam ombros nus, baseados no princípio da modéstia.